# Тетіла
Тетіла (рум. Tetila) — село у повіті Горж в Румунії. Адміністративно підпорядковане місту Бумбешть-Жіу.
Село розташоване на відстані 227 км на захід від Бухареста, 14 км на північний схід від Тиргу-Жіу, 96 км на північ від Крайови.

## Населення
За даними перепису населення 2002 року у селі проживали 1086 осіб.
Національний склад населення села:
| Національність | Кількість осіб | Відсоток |
| -------------- | -------------- | -------- |
| румуни         | 876            | 80,7%    |
| цигани         | 207            | 19,1%    |

Рідною мовою назвали:
| Мова      | Кількість осіб | Відсоток |
| --------- | -------------- | -------- |
| румунська | 987            | 90,9%    |
| циганська | 96             | 8,8%     |